# Річка Багатенька (заказник)
Річка Багатенька — ландшафтний заказник місцевого значення. 
Заказник розташований у Новомосковському районі Дніпропетровської області.
Площа заказника — 1653,4 га, створений у 2013 році.